# 루이스 마린 사바테르
루이스 마린 사바데르(스페인어: Luis Marín Sabater; 1906년 9월 4일, 바스크 주 오르디시아 ~ 1974년 12월 21일, 바스크 주 기푸스코아)는 스페인의 바스크계 축구 선수로, 1930년대에서 1940년대까지 활약했다.

## 클럽 경력
바스크 주의 소촌 오르디시아(1979년부터 게르니카 법령에 따라 바스크 주에 편입) 출신인 그는 레알 마드리드에서 1939년부터 1941년까지 스트라이커로 활약하였다. 레알 마드리드에 입단하기 전까지 그는 아틀레티코 마드리드에서 활약했다. 1941년부터 은퇴하기 전까지는 그라나다에서 활약했다.

## 국가대표팀 경력
그는 1934년 FIFA 월드컵에 참가한 스페인 국가대표팀의 일원이었으나, 단 한 경기도 출전하지 못했고, 결국 국가대표팀 경기에 출전한 적은 없다.

## 사생활
그의 아들 루이스 마린 가르시아 또한 축구 선수로, 1950년대에 라요 바예카노와 셀타 비고에서 미드필더로 활약하였다.